# Swędzik jesienny
Swędzik jesienny (Neotrombicula autumnalis) – gatunek roztocza rozpowszechniony w Europie, wschodniej i środkowej Azji oraz Ameryce Północnej. Żerujące larwy mogą wywołać u człowieka schorzenie dermatologiczne, określane jako trombikuloza.
Roztocza Neotrombicula autumnalis atakują także zwierzęta, w tym psy i koty. Narażone są zwłaszcza te, mające dostęp do mokrej roślinności.